# Публий Туллий Марс
Публий Туллий Марс (лат. Publius Tullius Marsus) — римский государственный деятель начала III века.

## Биография
Марс, как и его коллега Марк Целий Фаустин, не был известен историкам вплоть до открытия военного диплома. Известно немного сенаторов и всадников конца II века — начала III века, принадлежащих к роду Туллиев. Возможно, родственницей Марса была известная из одной надписи из Больсена Туллия Марсилла Квентиния Руфина Руфия Прокула. Предположительно, она была связана с родом Туллиев Варронов, возвышенным в первой половине II века и происходившим из Тарквиний, а также с Руфиями из Вольсиний, занимавшими доминирующее положение в этом городе во II веке.
Таким образом, вероятно, Марс был связан с Туллиями Варронами и, может быть, происходил из Этрурии.